# Incursioni nel Redeswire
Le incursioni nel Redeswire furono una serie di scorribande avvenute il 7 luglio 1575 presso il Carter Bar, nel Redesdale, nell'ambito della guerra in corso tra il Regno d'Inghilterra ed il Regno di Scozia. Tra gli inglesi vi presero parte sir John Forster, sir George Heron, sir John Carmichael e George Douglas di Bonjedworth.
Fu questo l'ultimo scontro tra il regno d'Inghilterra e il regno di Scozia prima della loro definitiva unione sotto un'unica corona.

## Forze in campo
Dopo la sconfitta scozzese nella Pinkie del 1547, non vi furono altri scontri di peso tra inglesi e scozzesi. Sir John Carmichael incontrò sir John Forster su una collina chiamata Redwire nel Carter Bar per una tregua nella quale i due discussero sui motivi che li contrapponevano.

## La battaglia
Nel corso della discussione tra i due generali, si parlò anche di un inglese che aveva rubato alcuni oggetti ad uno scozzese il quale li aveva ricevuti in custodia da Forster. Carmichael chiedeva che l'uomo fosse rispedito in Scozia per affrontare il tribunale, ma Forster disse che l'uomo era fuggito e non avrebbe potuto essere consegnato. La discussione si tramutò in una serie di insulti da ambo le parti sino a quando i membri del contingente inglese non resistettero oltre e decisero di attaccare, uccidendo due uomini e ferendone altri. Gli scozzesi vennero costretti inizialmente alla ritirata, ma nel percorso incontrarono un altro gruppo di uomini provenienti da Jedburgh che si era attardato all'incontro. Questo fatto diede agli scozzesi un certo vantaggio e li incoraggiò a battagliare con gli inglesi. Iniziarono a sondare le linee nemiche e dopo poco gli inglesi risultarono battuti. George Heron venne ucciso assieme a suo fratello, John, e a 23 altri inglesi. Forster, Francis Russell figlio di conte di Bedford, e molti altri nobili vennero catturati, e gli scozzesi condussero un'incursione durante la quale catturarono circa 300 capi di bestiame dalle fattorie locali.

## Conseguenze
I prigionieri vennero portati da James Douglas, IV conte di Morton, il quale era reggente per conto di Giacomo VI di Scozia. Il conte di Morton scoprì però che i suoi uomini avevano fatto prigionieri per lucrare sulle loro vite col nemico, fatto che creò un certo imbarazzo politico. Morton scrisse immediatamente una lettera alla regina Elisabetta I d'Inghilterra descrivendo l'accaduto, e scusandosi tramite il suo ambasciatore a Londra, Nicolas Elphinstone, ma questa si disse oltremodo oltraggiata da questo comportamento degli scozzesi ed inviò Nicolas Errington e Henry Killigrew a chiedere immediata soddisfazione.
Il reggente Morton incontrò Henry Hastings, III conte di Huntingdon, che era presidente del consiglio e nord, col quale collaborò per trovare una soluzione amichevole all'accaduto ed evitare una nuova guerra. Forster, Cuthbert Collingwood e altri prigionieri vennero trattati col massimo rispetto e vennero rilasciati anzi con dei doni di scuse. Carmichael venne inviato a York per essere processato.

## La battaglia oggi

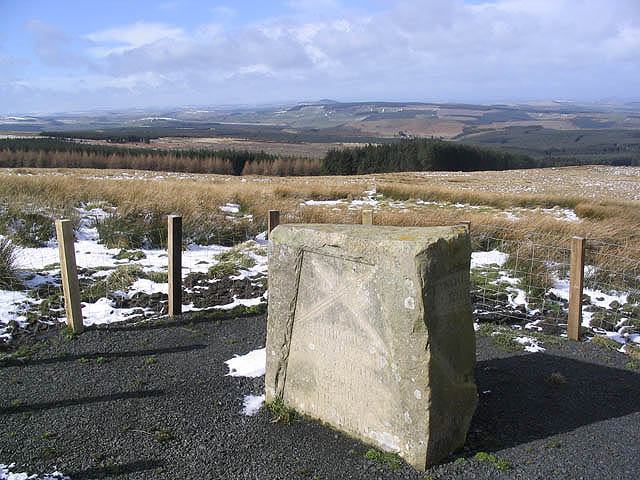
La Redeswire Stone

Le vicende legate alle incursioni divennero il substrato principale di una ballata popolare locale edita e pubblicata da Walter Scott.
A Cheviot Hills, nei pressi del luogo della battaglia si trova un monumento noto come Redeswire Stone che venne eretto per commemorare la battaglia. Su di esso si legge l'iscrizione: "Su questa collina, il 7 luglio 1575 venne combattuto una delle ultime razzie di confine, nota come razzia del Redeswire". Annualmente si tiene in loco una commemorazione con rievocazione storica.